# Liste der Biografien/Kul
Liste der Biografien |
Portal Biografien |
Personensuche
# |
A |
B |
C |
D |
E |
F |
G |
H |
I |
J |
K |
L |
M |
N |
O |
P |
Q |
R |
S |
T |
U |
V |
W |
X |
Y |
Z |
?
 
Ka |
Kb |
Kc |
Kd |
Ke |
Kf |
Kg |
Kh |
Ki |
Kj |
Kl |
Km |
Kn |
Ko |
Kp |
Kr |
Ks |
Kt |
Ku |
Kv |
Kw |
Ky |
Kx |
Kz
 
Kua |
Kub |
Kuc |
Kud |
Kue |
Kuf |
Kug |
Kuh |
Kui |
Kuj |
Kuk |
Kul |
Kum |
Kun |
Kuo |
Kup |
Kuq |
Kur |
Kus |
Kut |
Kuu |
Kuv |
Kuw |
Kux |
Kuy |
Kuz
Die Liste der Biografien führt alle Personen auf, die in der deutschsprachigen Wikipedia einen Artikel haben. Dieses ist eine Teilliste mit 502 Einträgen von Personen, deren Namen mit den Buchstaben „Kul“ beginnt.

## Kul

### Kula
- Kūla, Dainis (* 1959), lettischer Speerwerfer
- Kula, Elisabeth (* 1990), deutsche Politikerin (Die Linke), MdL
- Kula, Jan (1922–1995), polnischer Skisportler
- Kula, Karel (* 1963), tschechoslowakischer, später tschechischer Fußballspieler und -trainer
- Kula, Maria-Regina (* 1937), deutsche Enzymforscherin und Hochschullehrerin
- Kula, Mert (* 1995), türkischer Fußballspieler
- Kulabas, Ahmet (* 1987), deutsch-türkischer Fußballspieler
- Kulabuchow, Wadym (* 1969), ukrainischer Eishockeyspieler und -trainer
- Kulaç, Egemen (* 1992), türkischer Fußballspieler
- Kulaç, Ulvi (* 1977), deutsches Opfer eines Justizirrtums
- Kulagin, Alexander Wiktorowitsch (* 1954), sowjetischer Ruderer
- Kulagin, Boris Pawlowitsch (1924–1988), russischer Eishockeyspieler und -trainer
- Kulagin, Dmitri Andrejewitsch (* 1992), russischer Basketballspieler
- Kulagin, Sergei (* 1952), kasachischer Politiker
- Kulagin, Sergei Sergejewitsch (1914–1981), sowjetischer Schauspieler
- Kulagina, Nina (1926–1990), russische Frau mit angeblich psychokinetischen Fähigkeiten
- Kulagina, Walentina Nikiforowna (1902–1987), russische Malerin, Plakatkünstlerin, Ausstellungs- und Buchgestalterin
- Kulaibi, Khalid al- (* 1986), omanischer Schwimmer
- Kulainī, al- († 941), schiitischer Geistlicher der Zwölfer-Schiiten; Kompilator des Kitāb al-Kāfī
- Kulajew, Boris Chadschumarowitsch (1929–2008), sowjetischer Ringer
- Kulajew, Nurpaschi (* 1980), tschetschenischer Terrorist und einziger überlebender Geiselnehmer von Beslan
- Kulajewa, Agunda (* 1975), russische Mezzosopranistin
- Kulak, Brett (* 1994), kanadischer Eishockeyspieler
- Kulak, Nora (* 1979), deutsche Chemikerin
- Kulakauskas, Vytautas (1920–2000), litauischer Basketballspieler und -trainer, Sportpädagoge sowie Hochschullehrer
- Kulakou, Aljaksandr (* 1983), belarussischer Eishockeyspieler
- Kulakova, Olessya (* 1977), deutsche Volleyball-Nationalspielerin
- Kulakow, Denys (* 1986), ukrainischer Fußballspieler
- Kulakow, Fjodor Dawydowitsch (1918–1978), sowjetischer Politiker
- Kulakowa, Galina Alexejewna (* 1942), russische Skilangläuferin
- Kulakowa, Jelena Wladimirowna (* 1990), russische Crosslauf-Sommerbiathletin
- Kułakowski, Jan (1930–2011), polnischer Politiker, MdEP
- Kułakowski, Leszek (* 1955), polnischer Jazzmusiker (Piano, Komposition)
- Kulaksız, Alper (* 1992), türkischer Weitspringer
- Kulaksızoğlu, Baykal (* 1983), schweizerisch-türkischer Fußballspieler
- Kulan, Jana (* 1987), aserbaidschanische Volleyballspielerin
- Kulanin, Sjarhej (* 1964), belarussischer Fußballspieler
- Kulanty, Barbara (* 1970), polnische Badmintonspielerin
- Kulaoğlu, Tunçay (* 1966), deutsch-türkischer Filmemacher, Journalist und Übersetzer
- Külaots, Kaido (* 1976), estnischer Schachgroßmeister
- Kulapuravilai, Vincent Paulos (* 1964), indischer Geistlicher, Bischof der Eparchie Marthandom
- Kular, Chaneil (* 1999), britischer Schauspieler
- Kulas, Jan (* 1957), polnischer Politiker, Mitglied des Sejm
- Kulas, Marek (* 1963), polnischer Radrennfahrer
- Kulashko, Alexei (* 1972), neuseeländischer Schachspieler
- Kulasuriya, Achini (* 1990), sri-lankische Cricketspielerin
- Kulatsch, Wladyslaw (* 1993), ukrainischer Fußballspieler
- Kulatunga, Madura (* 1980), sri-lankischer Software-Ingenieur
- Kulawick, Robert (* 1986), deutscher Basketballspieler
- Kulawig, Alwin (1926–2003), saarländischer Politiker (SPD), MdL, MdB, MdEP

### Kulb
- Külb, Karl (1870–1943), Oberbürgermeister von Mainz
- Külb, Karl Georg (1901–1980), deutscher Filmregisseur und Drehbuchautor
- Külb, Philipp H. (1806–1869), deutscher Bibliothekar, Archivar, Autor und Übersetzer
- Kulb, Roland (* 1958), deutscher Fußballspieler
- Külbag, Jenner (* 1967), deutscher Fußballspieler
- Kulbak, Moische (1896–1937), jiddischer Schriftsteller
- Kulbakou, Aljaksej (* 1979), belarussischer Fußballschiedsrichter
- Kulbatzki, Anne (* 1988), deutsche Schauspielerin
- Kulbe, Klaus-Dieter (1938–2014), deutscher Chemiker und Hochschullehrer
- Kulbeik, Helmut, deutscher DDR-Flüchtling
- Külbel, Ernst (1863–1938), deutscher Fabrikant und Politiker
- Külbel, Ernst Carl (1794–1879), deutscher Unteroffizier des Braunschweigischen Leibbataillons
- Kulberg, Andy (1944–2002), US-amerikanischer Rockmusiker (Querflöte, Bass)
- Kulberg, Pawel Pawlowitsch (1843–1909), russischer Armeeoffizier und Topograf
- Kulbilge, Serdar (* 1980), türkischer Fußballtorhüter
- Kulbin, Jakob (* 2005), estnischer Biathlet
- Kulbin, Nikolai Iwanowitsch (1868–1917), russischer Künstler
- Kulbinger, Sigmund († 1584), Abt im Kloster Ebersberg
- Kulbis, Gajus (* 1989), litauischer Fußballspieler
- Kulboka, Arnoldas (* 1998), litauischer Basketballspieler
- Kulbokas, Visvaldas (* 1974), litauischer Geistlicher, römisch-katholischer Erzbischof und Diplomat
- Külbs, Christian (1914–1981), deutscher Politiker (FDP), MdL
- Külbs, Franz (1875–1964), deutscher Mediziner (Internist, Kardiologe)

### Kulc
- Kulche, August (1927–2023), niederländisch-belgischer Buchbinder, Buchkünstler und Einbandgestalter
- Kulchynska, Olga (* 1990), ukrainische Sopranistin
- Kulcsár, Anita (1976–2005), ungarische Handballerin
- Kulcsar, Barbara (* 1971), schweizerisch-ungarische Regisseurin und Drehbuchautorin
- Kulcsár, Gergely (1934–2020), ungarischer Leichtathlet
- Kulcsár, Győző (1940–2018), ungarischer Fechter
- Kulcsár, Kálmán (1928–2010), ungarischer Rechtssoziologe und Politiker
- Kulcsár, Katalin (* 1984), ungarische Fußballschiedsrichterin
- Kulcsár, Krisztián (* 1971), ungarischer Degenfechter
- Kulczak, Timo (* 1977), deutscher Tänzer
- Kulczycki, Karol (* 1966), polnischer Ordensgeistlicher, römisch-katholischer Bischof von Port Pirie
- Kulczyk, Dominika (* 1977), polnische Unternehmerin
- Kulczyk, Grażyna (* 1950), polnische Kunstmäzenin
- Kulczyk, Jan (1950–2015), polnischer UnternehmerJan Kulczyk (1950–2015)

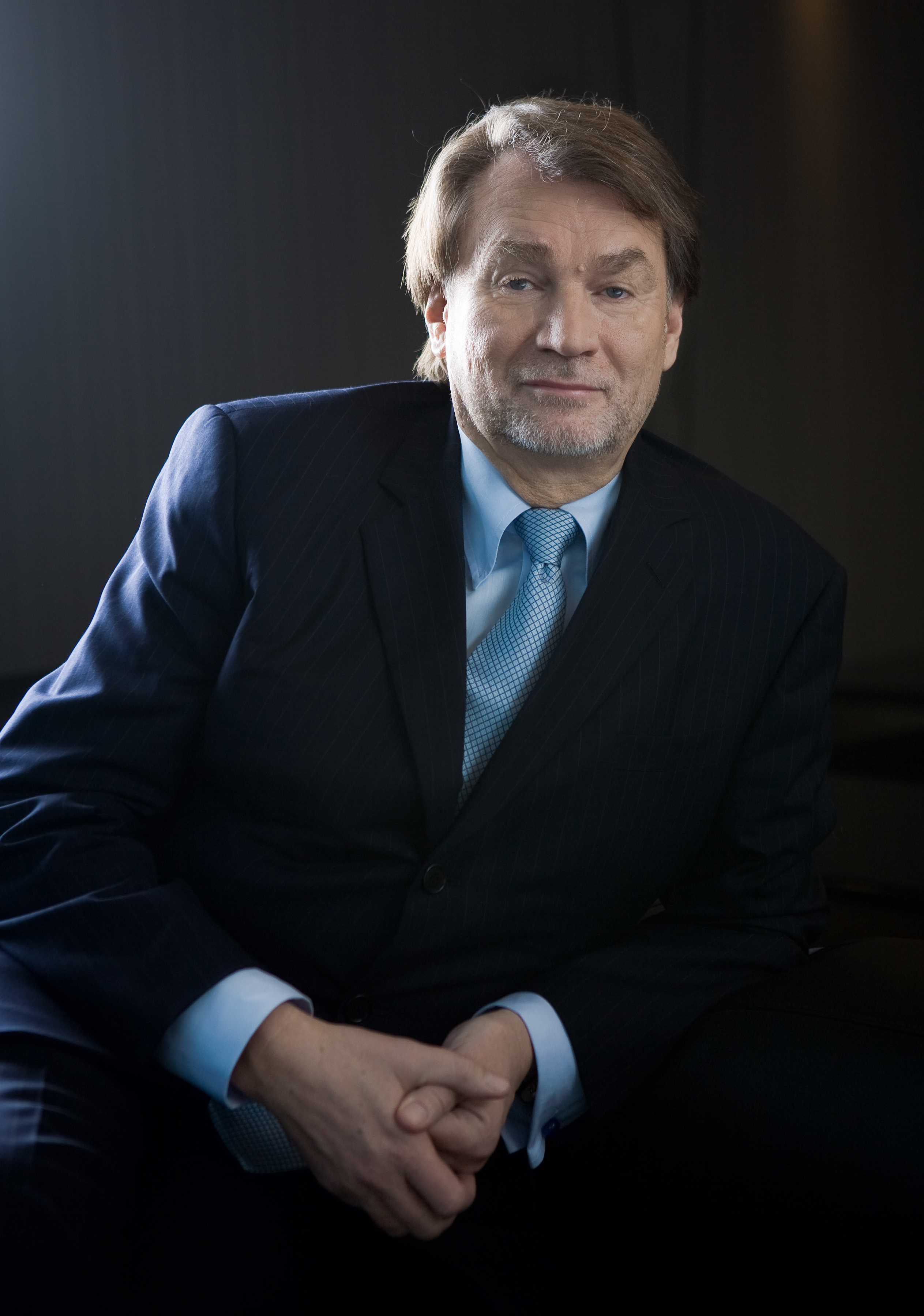
Jan Kulczyk (1950–2015)

- Kulczyk, Monika (* 1992), polnische Schauspielerin
- Kulczyk, Sebastian (* 1980), polnischer Milliardär und Unternehmer

### Kuld
- Kuld, Josef (1870–1938), deutscher Architekt
- Kuld, Lothar (* 1950), deutscher katholischer Theologe
- Kulda, Artūrs (* 1988), lettischer Eishockeyspieler
- Kuldilok, Pitipong (* 1980), thailändischer Fußballspieler
- Kuldurkajew, Jakow (1894–1966), mordwinisch-ersjanischer Dichter und Schriftsteller

### Kule
- Kule, Dhori (* 1957), albanischer Wirtschaftswissenschaftler
- Kuleba, Dmytro (* 1981), ukrainischer Diplomat und MinisterDmytro Kuleba (* 1981)

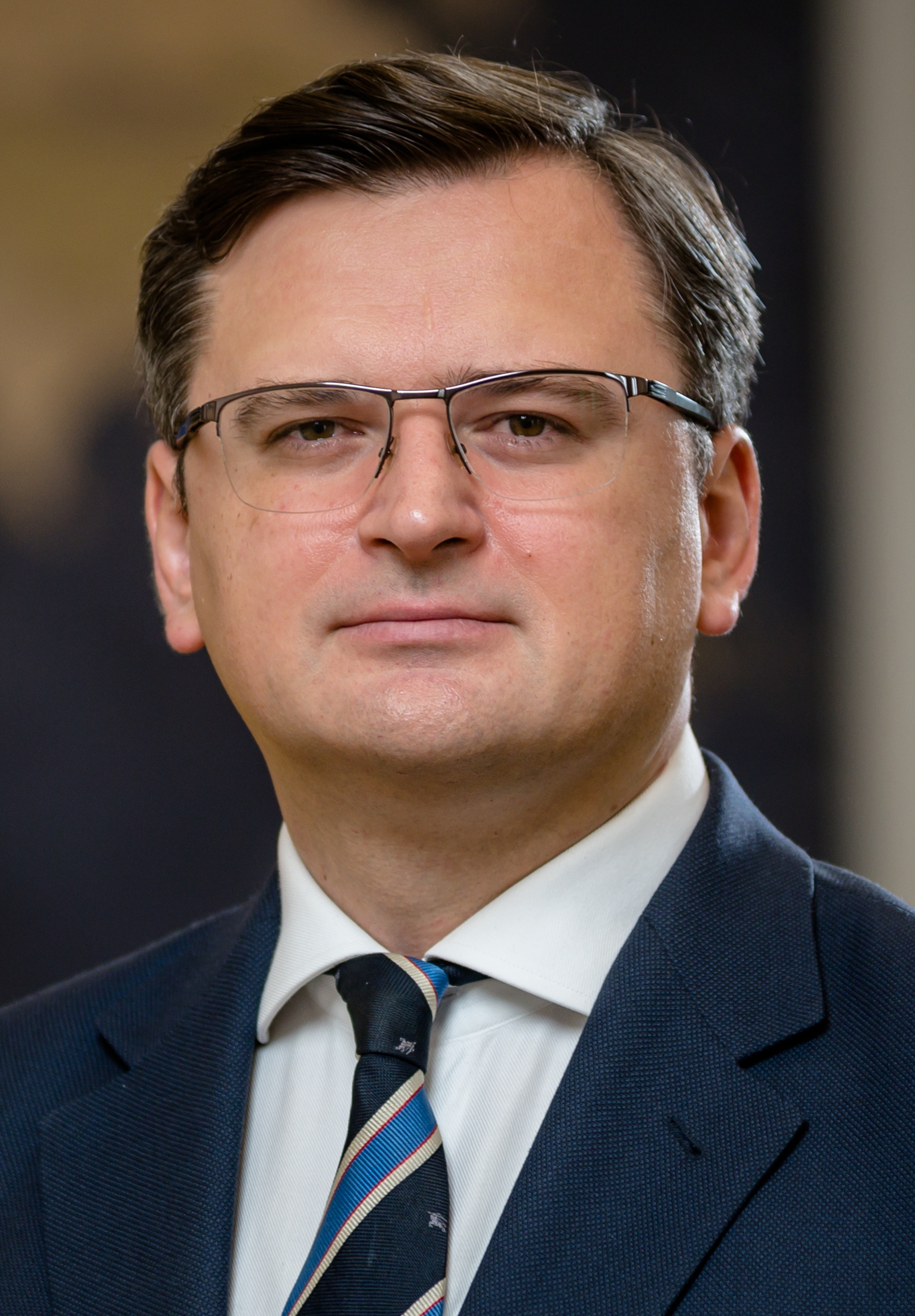
Dmytro Kuleba (* 1981)

- Kuleba, Mykola (* 1972), ukrainischer Menschenrechtsaktivist
- Kulebakin, Wiktor Sergejewitsch (1891–1970), russisch-sowjetischer Elektroingenieur, Kybernetiker und Hochschullehrer
- Kulebjakin, Wjatscheslaw Alexandrowitsch (* 1950), sowjetisch-russischer Hürdenläufer
- Kulej, Jerzy (1940–2012), polnischer Boxer und Politiker
- Kulej, Lucjan (1896–1971), polnischer Eishockeyspieler und Ruderer
- Külekçi, Furkan (* 2001), türkischer Fußballspieler
- Kuleli, Ali (* 1986), türkischer Fußballspieler
- Kulemann, Wilhelm (1851–1926), deutscher Jurist und Politiker (NLP), MdR
- Kulenkamp, Arthur Gustav (1827–1895), deutscher Politiker, Bürgermeister in Lübeck
- Kulenkamp, Eduard (1864–1915), deutscher Richter in Lübeck
- Kulenkamp, Eduard Gottlieb (1796–1854), deutscher Kaufmann, Politiker und Konsul
- Kulenkamp, Elard Johannes (1777–1851), deutscher Jurist
- Kulenkamp, Eugen Emil Arthur (1860–1933), Rechtsanwalt und Notar sowie Senator in Lübeck
- Kulenkamp, Friedrich Wilhelm (1714–1799), deutscher Jurist
- Kulenkamp, Michael (1678–1743), deutscher Jurist
- Kulenkamp, Nicolaus (1710–1793), deutscher Naturforscher, Färber und Seifenfabrikant
- Kulenkamp, Philipp August (1710–1797), deutscher Jurist
- Kulenkamp, Richard (1885–1950), deutscher Jurist, Präsident des OLG Braunschweig
- Kulenkampff, Annette (* 1957), deutsche Verlegerin und Kulturmanagerin
- Kulenkampff, Arnold Hermann (1744–1834), Bremer Kaufmann und Senator
- Kulenkampff, Caspar (1921–2002), deutscher Psychiater
- Kulenkampff, Christoph (1947–2018), deutscher Generalstaatsanwalt und Staatssekretär
- Kulenkampff, Eberhard (1927–2021), deutscher Städtebauer, Bremer Senatsdirektor
- Kulenkampff, Georg (1898–1948), deutscher Violinist
- Kulenkampff, Gustav (1811–1878), deutscher Kaufmann und Politiker
- Kulenkampff, Gustav (1849–1921), deutscher Komponist, Dirigent und Musikpädagoge
- Kulenkampff, Hans Ludwig (1911–1984), deutscher Kaufmann und Politiker (CDU), MdBB
- Kulenkampff, Hans-Joachim (1921–1998), deutscher Schauspieler und Fernsehmoderator
- Kulenkampff, Helmuth (1895–1971), deutscher Physiker
- Kulenkampff, Jens (* 1946), deutscher Philosoph
- Kulenkampff, Johannes (1901–1987), deutscher Reeder
- Kulenkampff, Walther (1883–1929), deutscher Unternehmer und Politiker (DVP), MdR
- Kulenkampff, Wolfgang (* 1941), deutscher Speditionskaufmann und Manager
- Kulenović, Faruk (* 1952), kroatischer Basketballspieler
- Kulenović, Skender (1910–1978), jugoslawischer Dichter
- Kulenty, Hanna (* 1961), polnische Komponistin Zeitgenössischer Musik
- Kulerski, Wiktor (1865–1935), deutscher Journalist, Herausgeber und Politiker, MdR
- Kulesch, Uladsislau (* 1996), belarussischer Handballspieler
- Kuleschin, Ilja Wladimirowitsch (* 2000), russischer Fußballspieler
- Kuleschou, Aleh (* 1976), belarussischer Freestyle-Skisportler
- Kuleschow, Alexei (* 1987), kasachischer Beachvolleyballspieler
- Kuleschow, Alexei Wladimirowitsch (* 1979), russischer Volleyballspieler
- Kuleschow, Lew Wladimirowitsch (1899–1970), sowjetischer Regisseur
- Kuleschow, Oleg Michailowitsch (* 1974), russischer Handballspieler und -trainer
- Kuleschowa, Anastassija Nikolajewna (* 1995), russische Skilangläuferin
- Kuleschowa-Kowrowa, Irina (* 1962), sowjetische Eisschnellläuferin
- Kulesha, Gary (* 1954), kanadischer Komponist, Pianist, Dirigent und Musikpädagoge
- Kuleski, Vasil (* 1993), österreichischer Fußballspieler
- Kulessa, Hanne (1951–2022), deutsche Autorin, Journalistin und Hörfunkmoderatorin
- Kulessa, Rotraud von (* 1966), deutsche Romanistin und Literaturwissenschaftlerin
- Kulesza, Agata (* 1971), polnische Schauspielerin
- Kulesza, Anny von (1868–1934), deutsche Lehrerin und Politikerin (DVP), MdL
- Kulesza, Cezary (* 1962), polnischer Fußballspieler und -funktionär
- Kulesza, Dariusz (* 1987), polnischer Shorttracker
- Kulesza, Marek (* 1959), polnischer Radrennfahrer
- Kulesza, Seweryn (1900–1983), polnischer Offizier und Vielseitigkeitsreiter
- Kulevičius, Dovydas (* 1982), litauischer Eishockeyspieler
- Kulew, Aleks (* 1995), bulgarischer Pokerspieler
- Kulewatz, Julia (* 1985), deutsche Schriftstellerin und Literaturwissenschaftlerin

### Kulg
- Kulga, Ömer (* 1989), belgisch-türkischer Fußballspieler
- Kulgemeyer, Christoph (* 1983), deutscher Physiker und Fachdidaktiker

### Kulh
- Kulhanek, Hans (1906–1996), österreichischer Politiker (ÖVP), Abgeordneter zum Nationalrat
- Kulhánek, Jakub (* 1984), tschechischer Politiker und Diplomat
- Kulhánek, Jan (* 1981), tschechischer Handballspieler
- Kulhánek, Jiří (* 1967), tschechischer Autor im Genre Sci-Fi- und Fantasyliteratur
- Kulhánek, Oldřich (1940–2013), tschechischer Maler, Grafiker, Illustrator, Bühnenbildner und Pädagoge
- Kulhavá, Jana (* 1964), tschechoslowakische beziehungsweise tschechische Biathletin
- Kulhavy, Ernest (1925–2020), österreichischer emeritierter Universitätsprofessor
- Kulhavy, Gerd (* 1961), deutscher Autor, Herausgeber, Unternehmer und Veranstalter
- Kulhavý, Jaroslav (* 1985), tschechischer Mountainbike- und Cyclocrossfahrer
- Kulhawy, Andreas, deutscher Historiker, Kommunalpolitiker und Leiter des Stadtarchivs Peine
- Kulhawy, Fred H. (* 1943), US-amerikanischer Bauingenieur (Geotechnik)
- Külheim, Josef (1902–1961), deutscher Autor und Heimatforscher

### Kuli
- Kuli, Alla († 1842), Khan des Khanat Chiwas
- Kulibaba, Sergei (* 1959), sowjetischer Stabhochspringer
- Kulibin, Alexander Jakowlewitsch (* 1937), sowjetischer Radrennfahrer
- Kulibin, Iwan Petrowitsch (1735–1818), russischer Uhrmacher, Mechaniker, Brückenbauer und Erfinder
- Kulibin, Nikolai Alexandrowitsch (1831–1903), russischer Bergbauingenieur, Metallurg, Mineraloge und Hochschullehrer
- Kulibin, Sergei Nikolajewitsch (1862–1899), russischer Bergbauingenieur und Historiker
- Kulič, Marek (* 1975), tschechischer Fußballspieler
- Kulich, Vladimir (* 1956), tschechisch-kanadischer Schauspieler
- Kulichenko, Elena (* 2002), russische und zyprische Hochspringerin
- Kulick, Andreas (* 1982), deutscher Rechtswissenschaftler
- Kulick, Bob (1950–2020), US-amerikanischer Gitarrist und Musikproduzent
- Kulick, Bruce (* 1953), US-amerikanischer GitarristBruce Kulick (* 1953)

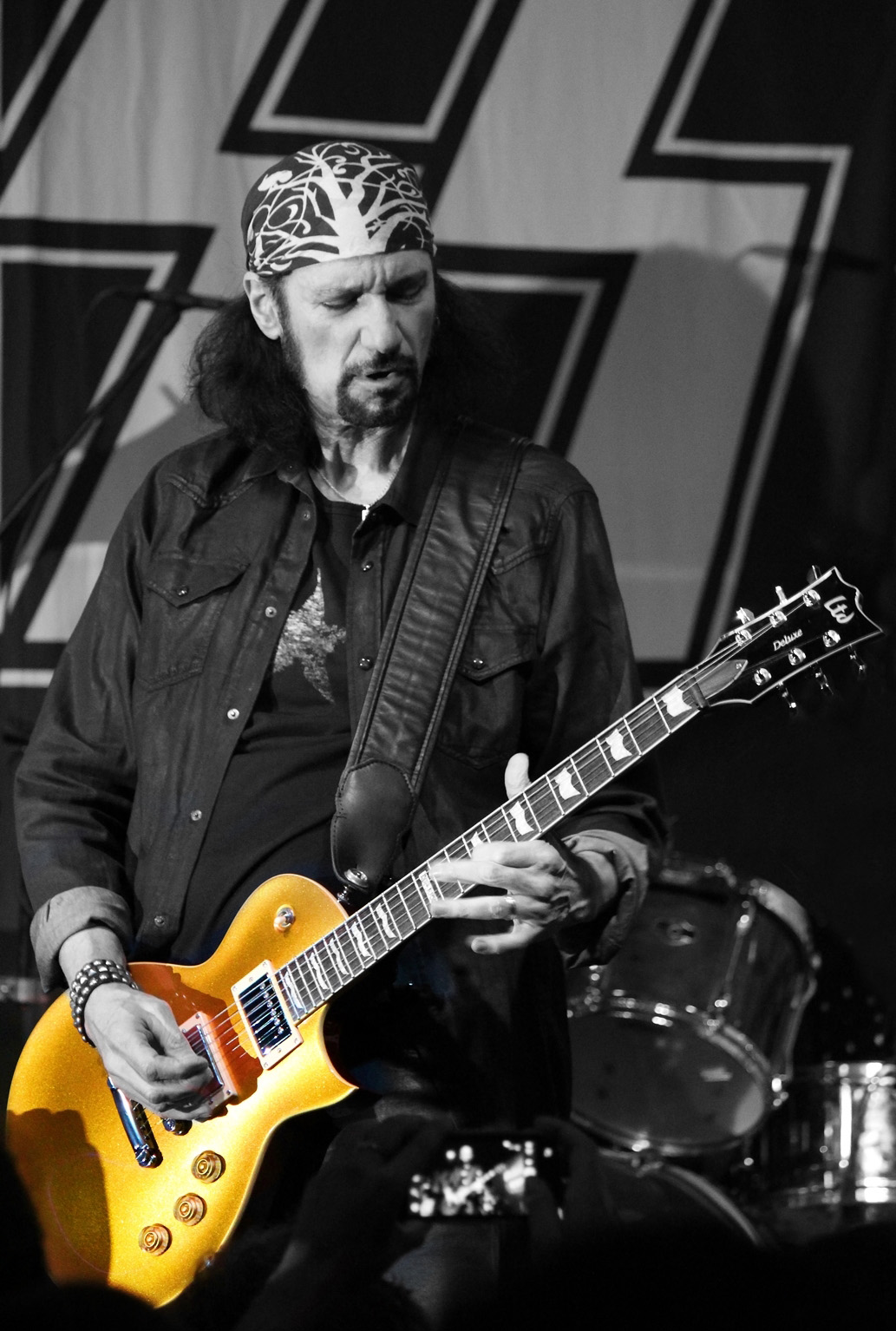
Bruce Kulick (* 1953)

- Kulick, Larry (* 1966), US-amerikanischer Geistlicher, römisch-katholischer Bischof von Greensburg
- Kulicke, Hans (1934–2016), deutscher Fußballschiedsrichter
- Kulicke, Rudolf (1903–1967), deutscher Politiker (SPD), MdA
- Kuliešis, Andrius (* 1943), litauischer Forstwissenschaftler und Professor
- Kuliešius, Šarūnas (* 1977), litauischer Eishockeyspieler
- Kulifai, Tamás (* 1985), ungarischer Kanute
- Kulig, Christoph († 1653), deutscher Mediziner und kursächsischer Leibarzt
- Kulig, Joanna (* 1982), polnische Schauspielerin
- Kulig, Kim (* 1990), deutsche FußballspielerinKim Kulig (* 1990)

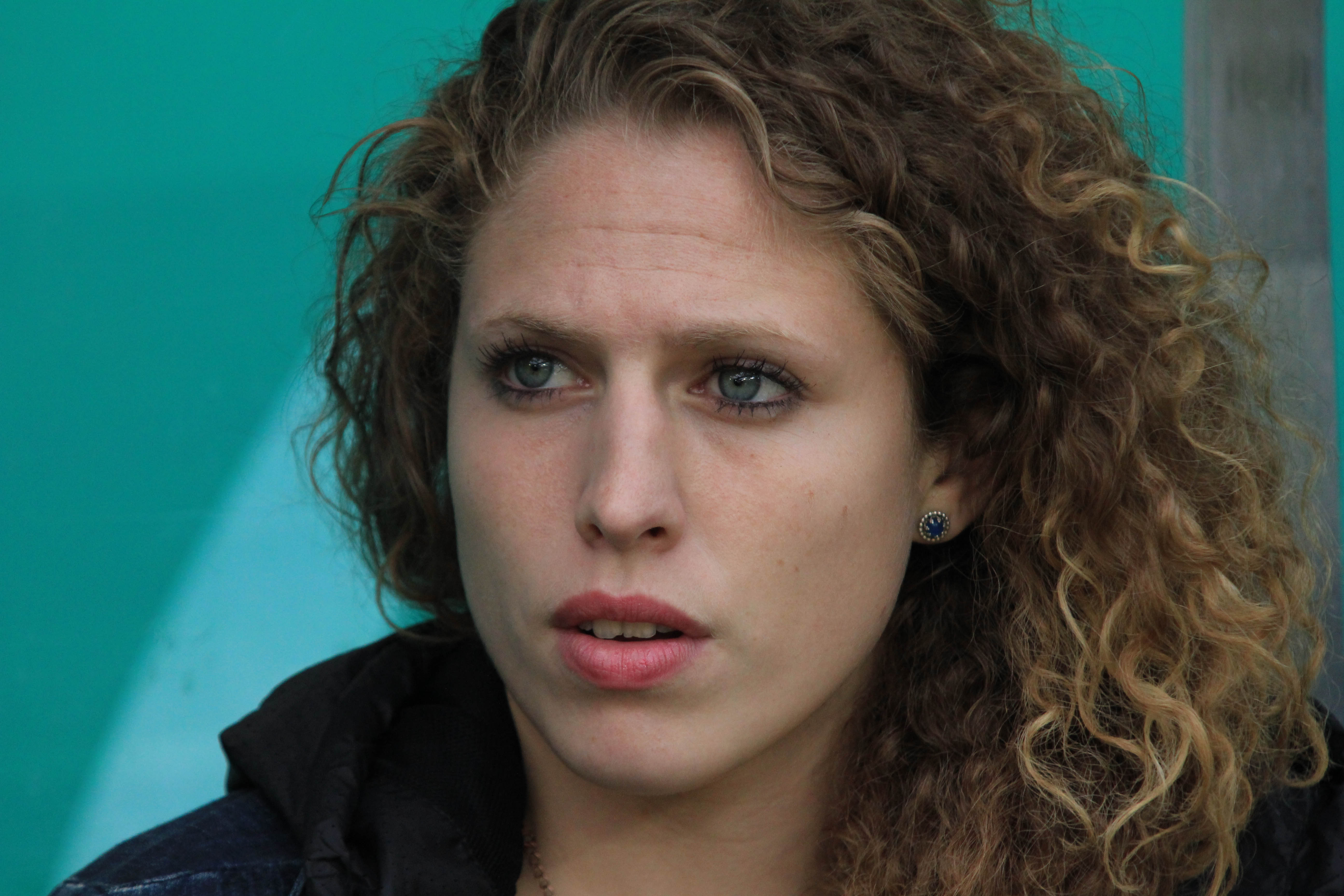
Kim Kulig (* 1990)

- Kulig, Sylwester (* 1981), polnischer Biathlet
- Kuligina, Natalja (* 1971), kirgisische Judoka
- Kulik, Buzz (1922–1999), US-amerikanischer Filmregisseur
- Kulik, Christian (* 1952), deutscher Fußballspieler
- Kulik, Grigori Iwanowitsch (1890–1950), sowjetischer Offizier, zuletzt Marschall der Sowjetunion und Stellvertretender Volkskommissar für Verteidigung
- Kulik, Hans-Georg (* 1954), deutscher Fußballspieler
- Kulik, Heinz (* 1947), deutscher Fußballspieler
- Kulik, Herbert, deutscher Basketballspieler
- Kulik, Hila, israelische Jazzmusikerin (Piano, Komposition)
- Kulik, Ilja Alexandrowitsch (* 1977), russischer Eiskunstläufer
- Kulik, Iwan Julijanowitsch (1897–1937), ukrainisch-sowjetischer Schriftsteller, Literaturkritiker und Parteifunktionär
- Kulik, Jakob Philipp (1793–1863), österreichischer Mathematiker
- Kulík, Jan (1800–1872), tschechischer Geigenbauer
- Kulik, Leonid Alexejewitsch (1883–1942), russischer Mineraloge
- Kulik, Oleg Borissowitsch (* 1961), russischer Aktionskünstler
- Kulik, Oliver (* 1975), deutscher RechtsextremistOliver Kulik (* 1975)

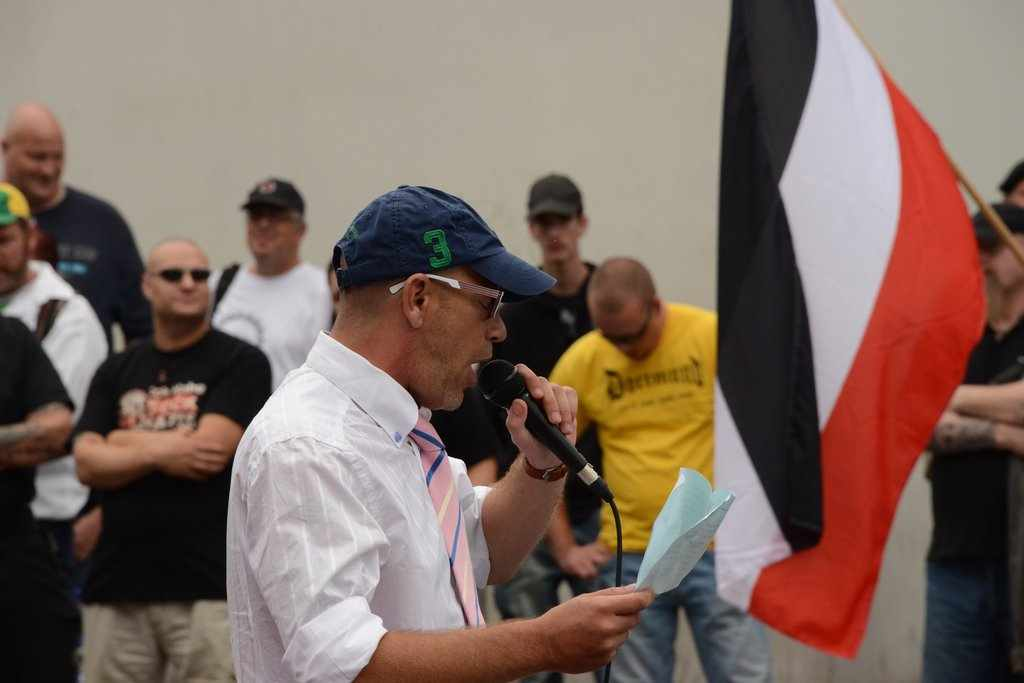
Oliver Kulik (* 1975)

- Kulik, Sam, US-amerikanischer Musiker (Posaune, Elektronik)
- Kulik, Sven (* 1979), deutscher Filmeditor
- Kulik, Zofia (* 1947), polnische Konzeptkünstlerin
- Kulikas, Laurynas (* 1994), deutscher Fußballspieler
- Kulikauskas, Paulius (* 1964), litauischer Architekt, Urbanist und Diplomat
- Kulikov, Angela (* 1998), US-amerikanische Tennisspielerin
- Kulikov, Dmitri (* 1977), estnischer Fußballspieler
- Kulikov, Jevgenij (* 1946), ukrainischer Bildhauer und Maler
- Kulikova, Anastasia (* 2000), russisch-finnische Tennisspielerin
- Kuļikovs, Georgijs (* 1947), sowjetischer Schwimmer
- Kulikow, Anatoli Sergejewitsch (* 1946), russischer General und Politiker
- Kulikow, Daniil Michailowitsch (* 1998), russischer Fußballspieler
- Kulikow, Dmitri Wladimirowitsch (* 1990), russischer Eishockeyspieler
- Kulikow, Iwan Semjonowitsch (1875–1941), russisch-sowjetischer Maler
- Kulikow, Jewgeni Nikolajewitsch (* 1950), sowjetischer Eisschnellläufer
- Kulikow, Pawel Nikolajewitsch (* 1992), russischer Skeletonpilot
- Kulikow, Pawel Wladimirowitsch (* 1992), russischer Eishockeyspieler
- Kulikow, Walentin Stepanowitsch (* 1948), russischer Mathematiker
- Kulikow, Waleri Wladimirowitsch (* 1956), russischer Vizeadmiral und Politiker
- Kulikow, Wiktor Georgijewitsch (1921–2013), sowjetischer Marschall und PolitikerWiktor Georgijewitsch Kulikow (1921–2013)

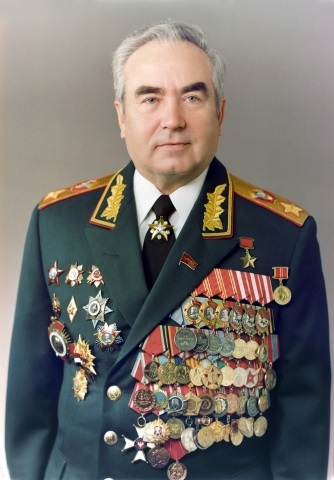
Wiktor Georgijewitsch Kulikow (1921–2013)

- Kulikow, Wiktor Stepanowitsch (* 1952), russischer Mathematiker
- Kulikow, Wladislaw Wladimirowitsch (* 1971), russischer Schwimmer
- Kulikowa, Jekaterina Jurjewna (* 1968), russische Sprinterin
- Kulikowa, Julija Alexandrowna (* 1989), russische Tennisspielerin
- Kulikowa, Regina Alexandrowna (* 1989), russische Tennisspielerin
- Kulikowskaja, Jewgenija Borissowna (* 1978), russische Tennisspielerin
- Kulikowski, Nikolai (1882–1958), Schwager von Zar Nikolaus II.
- Kulikowsky, Traudl (* 1943), deutsche Schauspielerin
- Kulin, zweiter Ban BosniensKulin

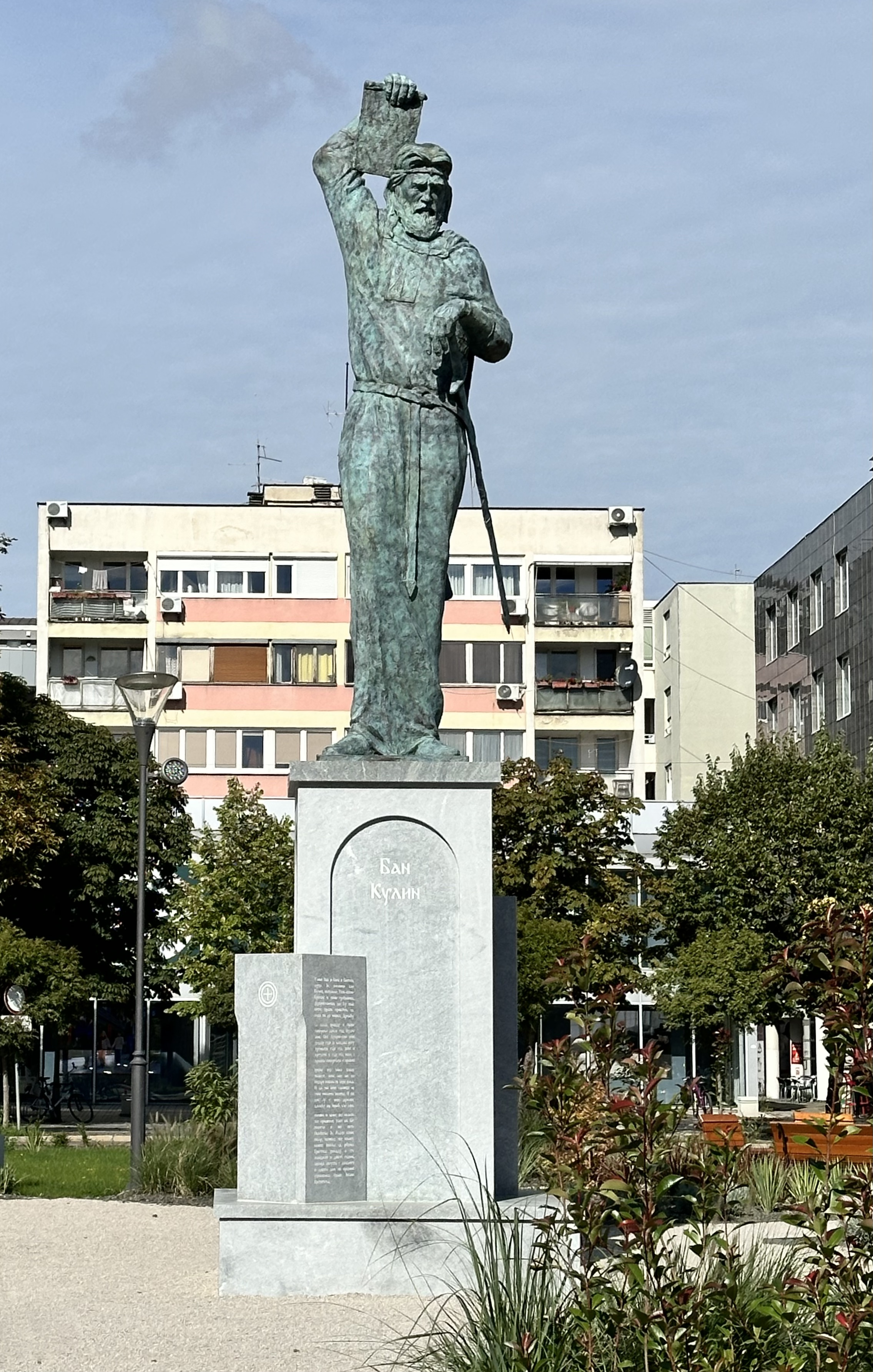
Kulin

- Kulin, Ayşe (* 1941), türkische Schriftstellerin
- Kulin, György (1905–1989), ungarischer Astronom
- Kulin, Katja (* 1974), deutsche Autorin
- Kulinitš, Aleksandr (* 1992), estnischer Fußballspieler
- Kulinkowitsch, Oleg Grigorjewitsch (* 1948), russischer Chemiker
- Kulinski, Kyle (* 1988), US-amerikanischer Moderator
- Kulintschenko, Stanislaw Wladimirowitsch (* 1971), russischer Handballspieler und -funktionär
- Kulintsev, Daniil (* 2002), finnisch-estnischer Eishockeyspieler
- Kuliok, Luisa (* 1953), argentinische Filmschauspielerin und Theaterschauspielerin
- Kuliš, Ante (* 2000), kroatischer Fußballspieler
- Kuliš, Duško (* 1960), jugoslawischer bzw. bosnischer Sänger
- Kulis, Gernot (* 1976), österreichischer Comedian und KabarettistGernot Kulis (* 1976)

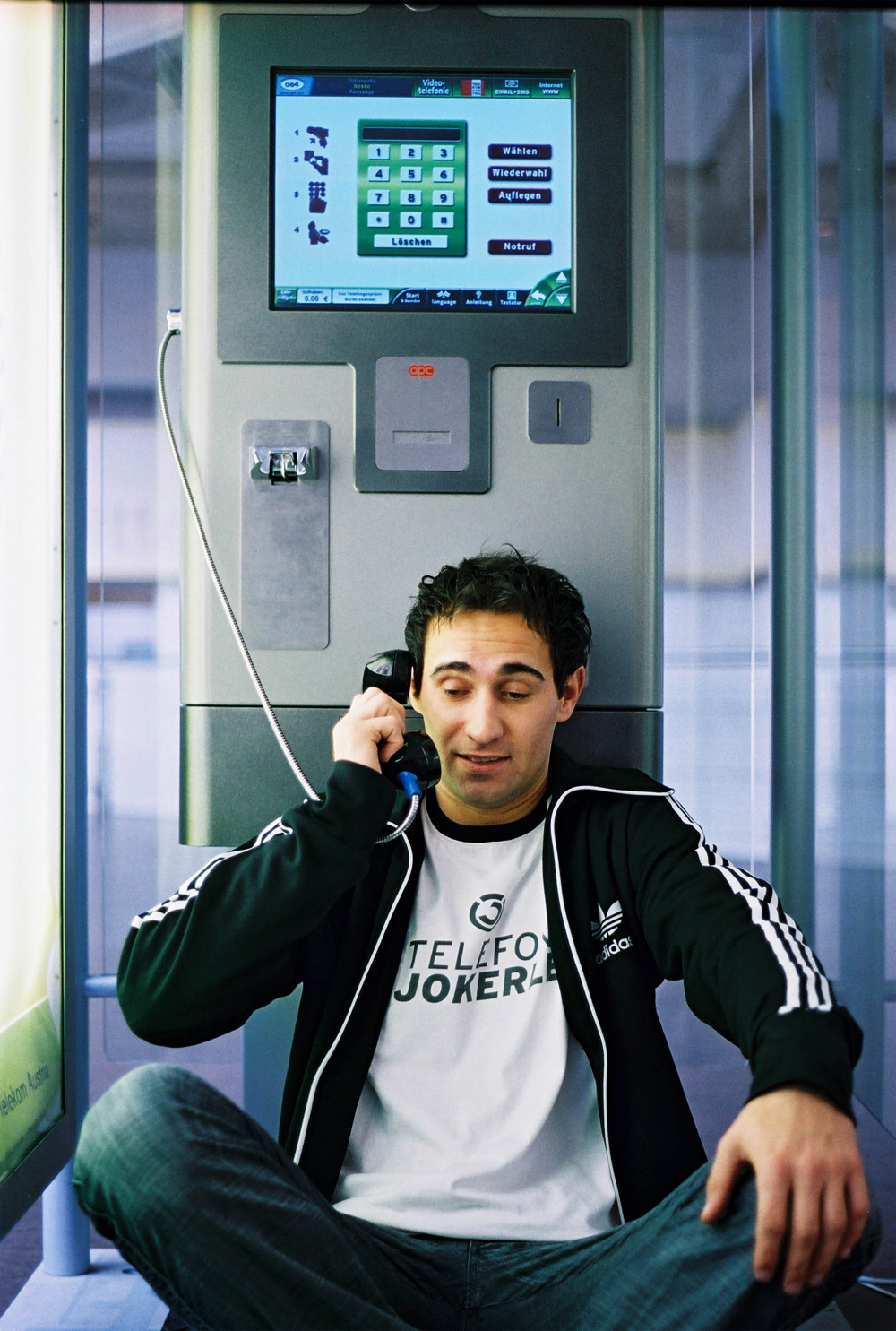
Gernot Kulis (* 1976)

- Kuliš, Lidija (* 1992), bosnisch-herzegowinische Fußballspielerin
- Kulisch, Gustav Adolf (1903–1982), deutscher Politiker (NSDAP), MdR, MdL
- Kulisch, Max (1870–1946), österreichischer Rechtswissenschaftler, Hochschullehrer und Verfassungsrichter
- Kulisch, Mykola (1892–1937), ukrainischer Dramatiker
- Kulisch, Pantelejmon (1819–1897), ukrainischer Schriftsteller, Dichter, Folklorist, Ethnograph, Kritiker, Redakteur, Historiker und Verleger
- Kulisch, Paul (1862–1943), deutscher Agrarwissenschaftler
- Kulisch, Pjotr Petrowitsch (1944–2016), russischer mathematischer Physiker
- Kulisch, Serhij (* 1993), ukrainischer Sportschütze
- Kulisch, Ulrich (* 1933), deutscher Mathematiker
- Kulischer, Eugene M. (1881–1956), russisch-US-amerikanischer Soziologe
- Kulischer, Iossif Michailowitsch (1878–1933), russischer und sowjetischer Wirtschaftswissenschaftler
- Kulischnikow, Pawel Alexandrowitsch (* 1994), russischer Eisschnellläufer
- Kuliscioff, Anna (1857–1925), russische Revolutionärin
- Kulish, Nicholas (* 1975), US-amerikanischer Journalist
- Kulisiewicz, Aleksander (1918–1982), polnischer Journalist und Sänger
- Kulisiewicz, Tadeusz (1899–1988), polnischer Grafiker
- Kulisz, Karl (1873–1940), lutherischer Theologe der Evangelisch-Augsburgischen Kirche in Polen und Opfer des Nationalsozialismus
- Kulitschkowa, Jelisaweta Dmitrijewna (* 1996), russische Tennisspielerin
- Kulitz, Alexander (* 1981), deutscher Politiker (FDP)
- Kulitz, Helmut (* 1960), deutscher Diplomat
- Kulitz, Peter (* 1952), deutscher Wirtschaftsjurist, Unternehmer und Verbandsfunktionär
- Kulitze, Gerhard (1927–2008), deutscher Fußballtrainer
- Kulitzy, Jenő (* 1908), ungarischer Diskuswerfer

### Kulj
- Kuljabin, Timofei Alexandrowitsch (* 1984), russischer Schauspiel- und Opern-Regisseur
- Kuljača, Nikola (* 1974), jugoslawischer Wasserballspieler
- Kuljasch, Denis Wladislawowitsch (* 1983), russischer Eishockeyspieler
- Kuljevan-Heck, Stefanie (* 1985), deutsche Fußballspielerin
- Kuljian, Anne (* 1949), US-amerikanische Szenenbildnerin
- Kuljić, Jelena (* 1976), serbische Jazzsängerin und Schauspielerin
- Kuljić, Sanel (* 1977), österreichischer FußballspielerSanel Kuljić (* 1977)

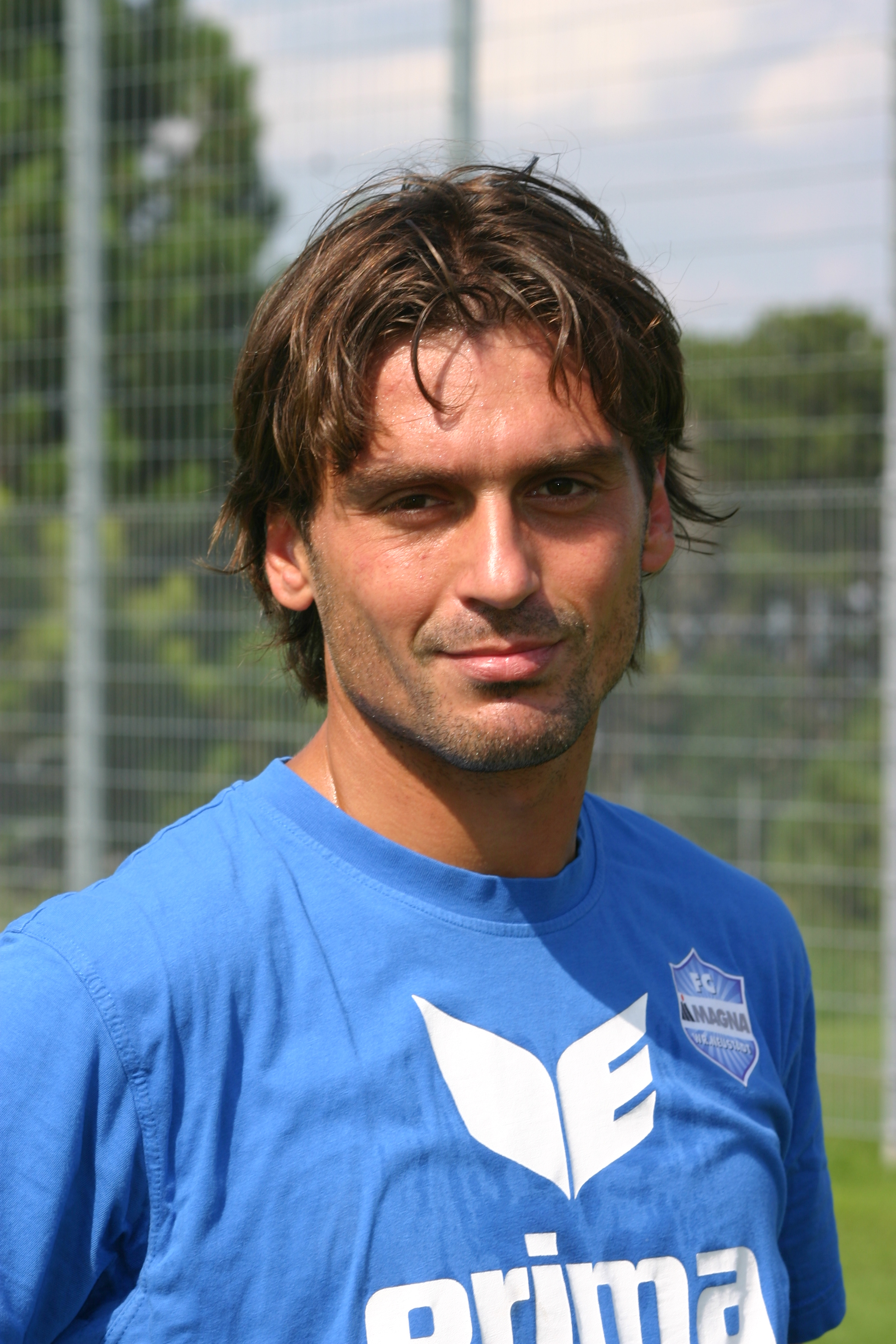
Sanel Kuljić (* 1977)

- Kuljomin, Nikolai Wladimirowitsch (* 1986), russischer Eishockeyspieler
- Kuljomin, Wjatscheslaw Walerjewitsch (* 1990), russischer Eishockeyspieler
- Kuljus, Kalev (* 1975), estnischer Oboist

### Kulk
- Kulka, Erich (1911–1995), israelischer Schriftsteller, Historiker und Publizist sowie Überlebender des Holocaust
- Kulka, Gaba (* 1979), polnische Singer-Songwriterin
- Kulka, Georg (1897–1929), österreichischer Schriftsteller
- Kulka, Henry (1900–1971), tschechisch-neuseeländischer Architekt
- Kulka, Hugo (1883–1933), österreichischer Bauingenieur und Hochschullehrer
- Kulka, János (1929–2001), ungarischer Dirigent und Komponist
- Kulka, Konstanty Andrzej (* 1947), polnischer Geiger
- Kulka, Leopoldine (1872–1920), österreichische Publizistin und Schriftstellerin
- Kulka, Otto Dov (1933–2021), israelischer Historiker und Hochschullehrer
- Kulka, Peter (1937–2024), deutscher Architekt und Hochschullehrer
- Kulka, Sara (* 1990), polnisches Model und Fernsehdarstellerin
- Kulka, Wolfgang (* 1955), deutscher Fußballspieler
- Kulkarni, A. R. (1925–2009), indischer Historiker mit Schwerpunkt auf der Geschichte der Marathen, eines Volkes im Westen des Landes
- Kulkarni, Mamta (* 1972), indische Schauspielerin und Fotomodell
- Kulkarni, Manjusha P., US-amerikanische Juristin und Menschenrechtsaktivistin
- Kulkarni, Shrinivas (* 1956), indisch-amerikanischer Astronom
- Kulke, Bernd (* 1959), deutscher Fußballspieler
- Kulke, Eduard (1831–1897), österreichischer Schriftsteller
- Kulke, Elmar (* 1958), deutscher Geograph
- Kulke, Erich (1908–1997), deutscher Baumeister und Volkskundler
- Kulke, Hermann (* 1938), deutscher Historiker und Indologe
- Kulke, Max (* 2000), deutscher Fußballspieler
- Kulke, Ulli (* 1952), deutscher Journalist
- Kulke, Wilhelm (* 1941), deutscher Umweltexperte
- Kulker, Han (* 1959), niederländischer Mittelstreckenläufer
- Kulkov, Arthur (* 1983), russisches männliches Model
- Kuľková, Lívia (* 1995), slowakische Fußballspielerin
- Kulkow, Oleg Sergejewitsch (* 1978), russischer Marathonläufer
- Kulkow, Wassili Sergejewitsch (1966–2020), sowjetischer bzw. russischer Fußballspieler und -trainer

### Kull
- Kull, Anna (1841–1923), Schweizer Cellistin
- Kull, Clyde (* 1959), estnischer Diplomat
- Kull, Eberhard (* 1938), deutscher Industriedesigner
- Kull, Erich (1932–1985), Schweizer Eisschnellläufer
- Kull, Feliks (1903–1942), estnischer Fußballspieler und Hauptmann (Offizier)
- Kull, Heidi (1965–2020), deutsche Illustratorin und Filmemacherin
- Kull, Henrika (* 1984), deutsche Filmregisseurin, Drehbuchautorin, Filmproduzentin und Filmeditorin
- Kull, Jacob (1818–1880), deutscher Zeichner, Maler, Lithograph und Fotograf
- Küll, Karl (1891–1969), deutscher Politiker (KPD), MdL
- Kull, Liny (1919–2007), Schweizer Malerin und Mosaizistin
- Küll, Patricia (* 1968), deutsche Moderatorin, Redakteurin, Vortragsrednerin, Autorin
- Kull, Raimund (1882–1942), estnischer Komponist und Dirigent
- Kull, Ralph (* 1954), deutscher Künstler und Grafiker
- Kull, Tiiu (* 1958), estnische Botanikerin und emeritierte Professorin
- Kull-Schlappner, Rosmarie (1921–1997), Schweizer Redaktorin und Journalistin
- Kulla, Daniel (* 1977), deutscher Schriftsteller und JournalistDaniel Kulla (* 1977)

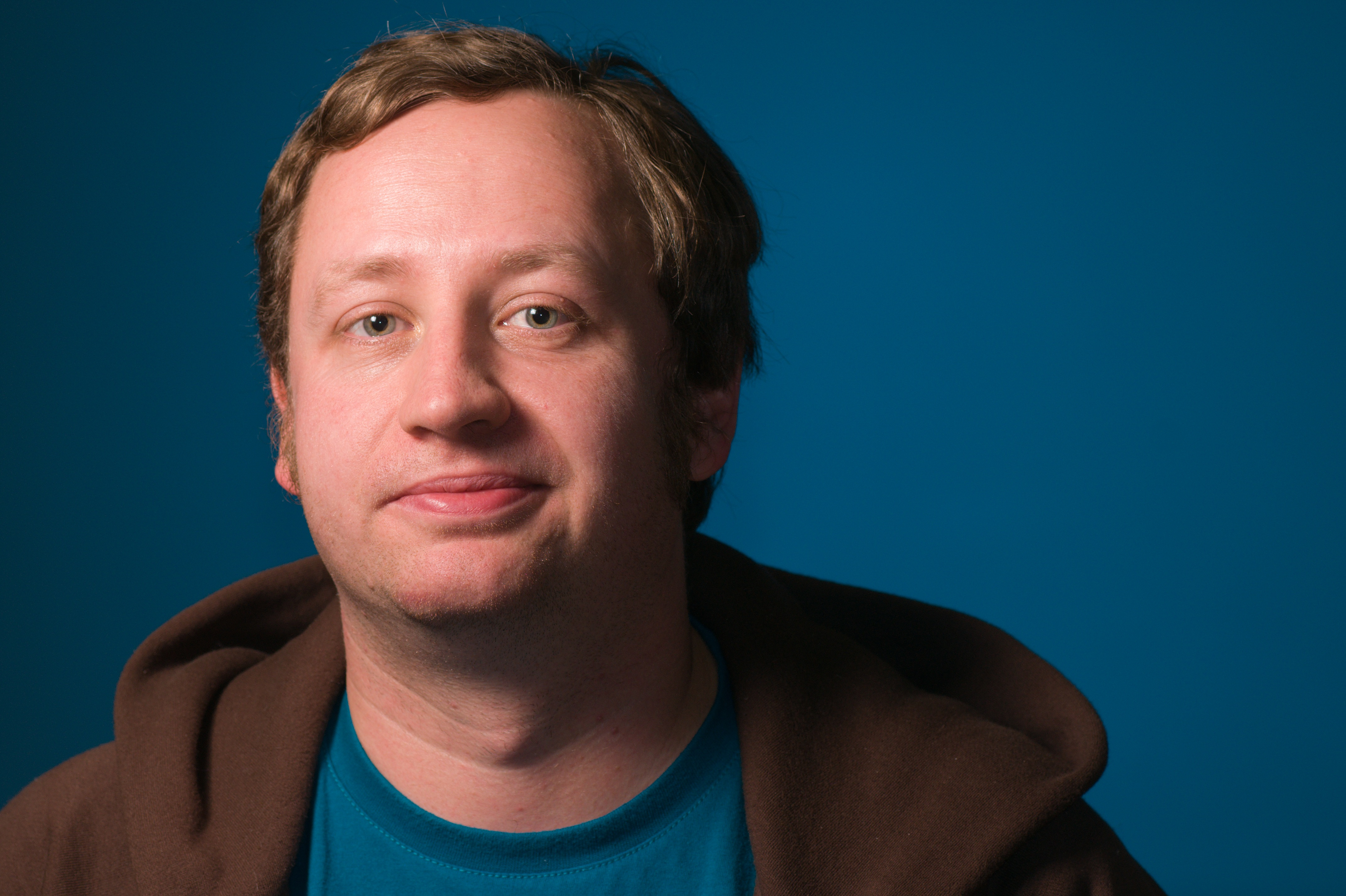
Daniel Kulla (* 1977)

- Kulla, Hans (1910–1956), deutscher Komponist, Musikpädagoge und Kirchenmusiker
- Kulla, Hasso (* 1942), deutscher Politiker (SPD), MdBB
- Kulla, Martin (* 1972), deutscher Anästhesist und Hochschullehrer
- Kulla, Michael (* 1960), deutscher Flottillenadmiral
- Kullack, Horst (1948–1972), deutsches Todesopfer der Berliner Mauer
- Kullack, Werner (* 1950), deutscher Generalmajor
- Kullak, Adolph (1823–1862), deutscher Pianist und Musikschriftsteller
- Kullak, Ernst (1855–1922), deutscher Pianist und Komponist
- Kullak, Franz (1844–1913), deutscher Pianist und Komponist
- Kullak, Theodor (1818–1882), deutscher Pianist und Komponist
- Kullak-Ublick, Horst (1924–2016), deutscher Diplomat
- Kullam, Ilmar (1922–2011), sowjetischer Basketballspieler und -trainer
- Kullamäe, Gert (* 1971), estnischer Basketballtrainer und -spieler
- Kullamäe, Kristian (* 1999), estnischer Basketballspieler
- Kullander, Fang Fang (1962–2010), chinesische Ichthyologin
- Kullander, Sven O. (* 1952), schwedischer Ichthyologe
- Kulläng, Anders (1943–2012), schwedischer Rallyefahrer
- Kullas, Josef (1808–1880), tschechischer Theaterschauspieler, -regisseur und Unternehmer
- Kullashi, Loreta (* 1999), schwedische Fußballspielerin
- Kullback, Solomon (1907–1994), US-amerikanischer Mathematiker und Kryptologe
- Kullberg, Boo (1889–1962), schwedischer Turner
- Kullberg, Emma (* 1991), schwedische FußballspielerinEmma Kullberg (* 1991)

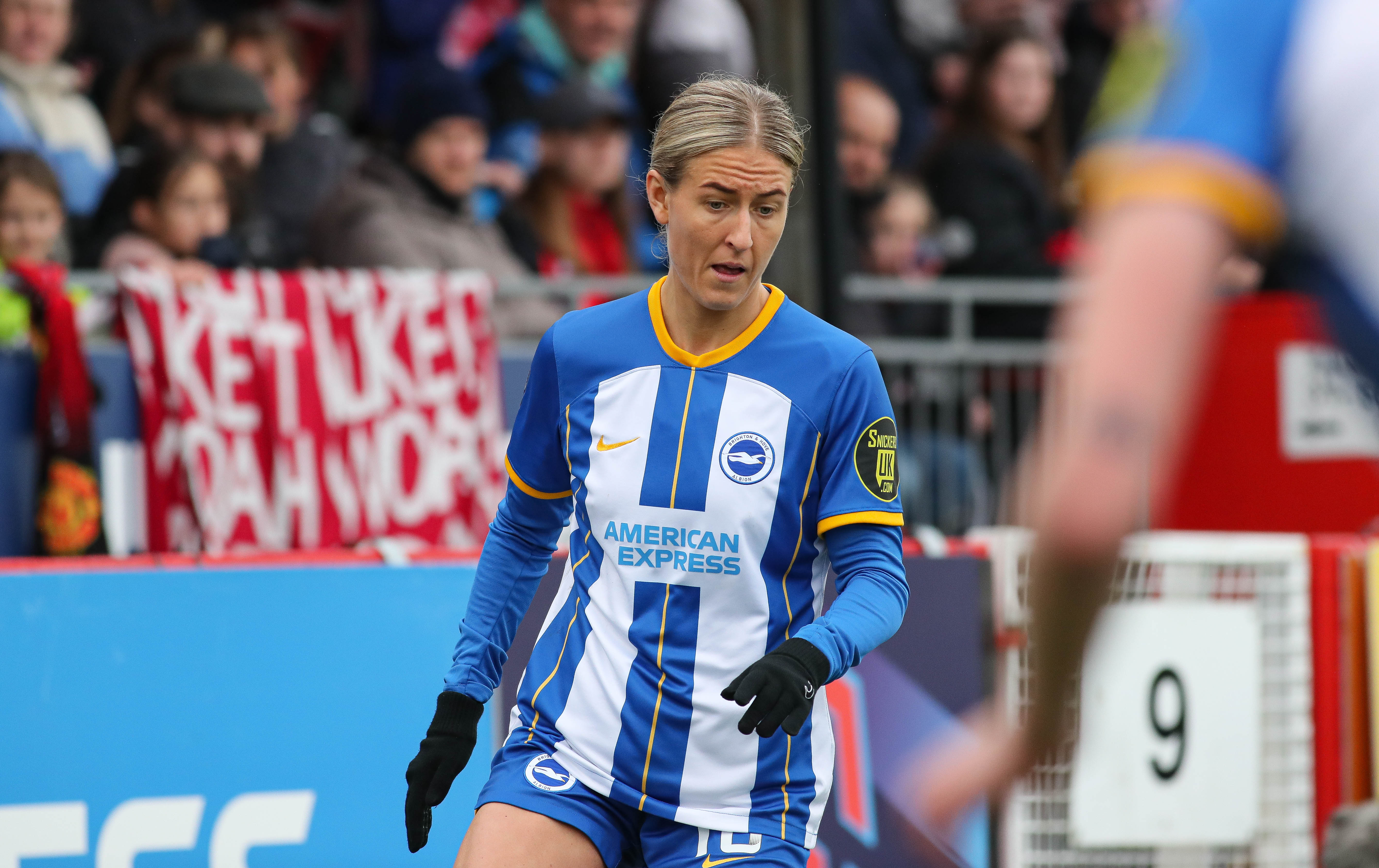
Emma Kullberg (* 1991)

- Kullberg, Stephan (* 1959), schwedischer Fußballspieler
- Kullberg, Victor (1824–1890), schwedischer Uhrmacher
- Kulle, Axel (1846–1908), schwedischer Maler
- Kulle, Jarl (1927–1997), schwedischer Schauspieler
- Kulle, Maria (* 1960), schwedische Schauspielerin
- Kulle, Stephan (* 1967), deutscher Journalist und FernsehmoderatorStephan Kulle (* 1967)

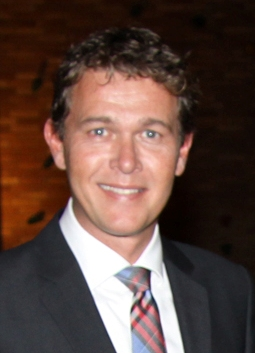
Stephan Kulle (* 1967)

- Kullen, Hans (* 1941), deutscher Fußballfunktionär
- Kullen, Siegfried (* 1939), deutscher Geograph
- Küllenberg, Ruth (* 1936), deutsche Schauspielerin, Hörspiel- und Synchronsprecherin
- Kuller, Christiane (* 1970), deutsche Historikerin
- Kullerstrand, Karl-Axel (1892–1981), schwedischer Hochspringer
- Kullgren, Peter (* 1981), schwedischer Politiker (Kristdemokraterna), Minister für den ländlichen Raum und Infrastruktur
- Kullhammar, Jonas (* 1978), schwedischer Jazz-Saxophonist und Komponist
- Kulli, Simon (* 1973), albanischer Geistlicher, römisch-katholischer Bischof von Sapa
- Kullig, Markus (* 1974), deutscher Fußballspieler
- Kulling, Arthur (1926–2009), deutscher Geiger, Konzertmeister, Klarinettist, Dirigent und Arrangeur
- Külling, Hannah (* 1965), Schweizer bildende Künstlerin, Performerin und Szenografin
- Külling, Ruedi (1935–2025), Schweizer Werbegrafiker, Werbeunternehmer, Designer und Plakatkünstler
- Külling, Samuel R. (1924–2003), Schweizer evangelisch-reformierter Theologe, Alttestamentler und Rektor der FETA/STH
- Küllinger, Julia (* 1982), österreichische Schauspielerin
- Kullman, Ellen J. (* 1956), US-amerikanische Managerin, Chefin des Unternehmens DuPont
- Kullmann Five, Kaci (1951–2017), norwegische Politikerin (Høyre), Mitglied des Storting
- Kullmann, Christian (* 1969), deutscher Manager, Vorstandsvorsitzender der Evonik Industries AGChristian Kullmann (* 1969)

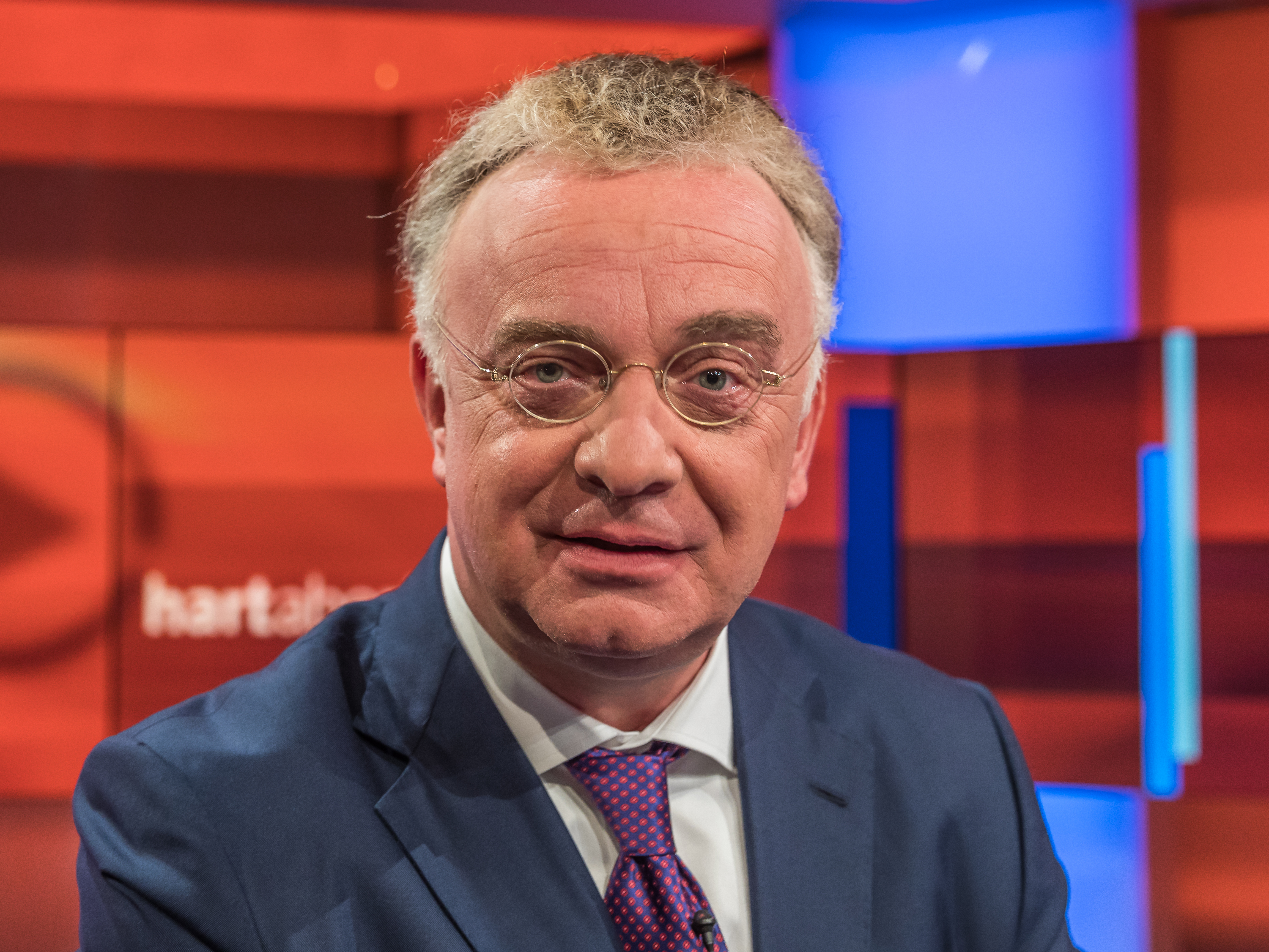
Christian Kullmann (* 1969)

- Kullmann, Christopher (* 1986), deutscher Fußballspieler
- Kullmann, Eduard (1853–1892), deutscher Handwerker, Bismarck-Attentäter
- Kullmann, Ernst (1931–1996), deutscher Zoologe und Direktor des Kölner Zoos
- Kullmann, Folko (* 1972), deutscher Artenschützer, Fachautor und Fachlektor für Gartenbau
- Kullmann, Georgia (1924–2005), deutsche Schauspielerin
- Kullmann, Gustav (1848–1938), Präsident des Landgerichts Gießen
- Kullmann, Harald (* 1969), deutscher Posaunist, Komponist, Arrangeur und Dirigent
- Kullmann, Harry (* 1973), deutscher Pädagoge
- Kullmann, Jan (* 1978), deutscher Countertenor
- Kullmann, Johann Friedrich (1825–1900), deutscher Gutsbesitzer, Mitglied des Kurhessischen Kommunallandtags
- Kullmann, Jürgen (1931–2018), deutscher Geologe
- Kullmann, Katja (* 1970), deutsche SchriftstellerinKatja Kullmann (* 1970)

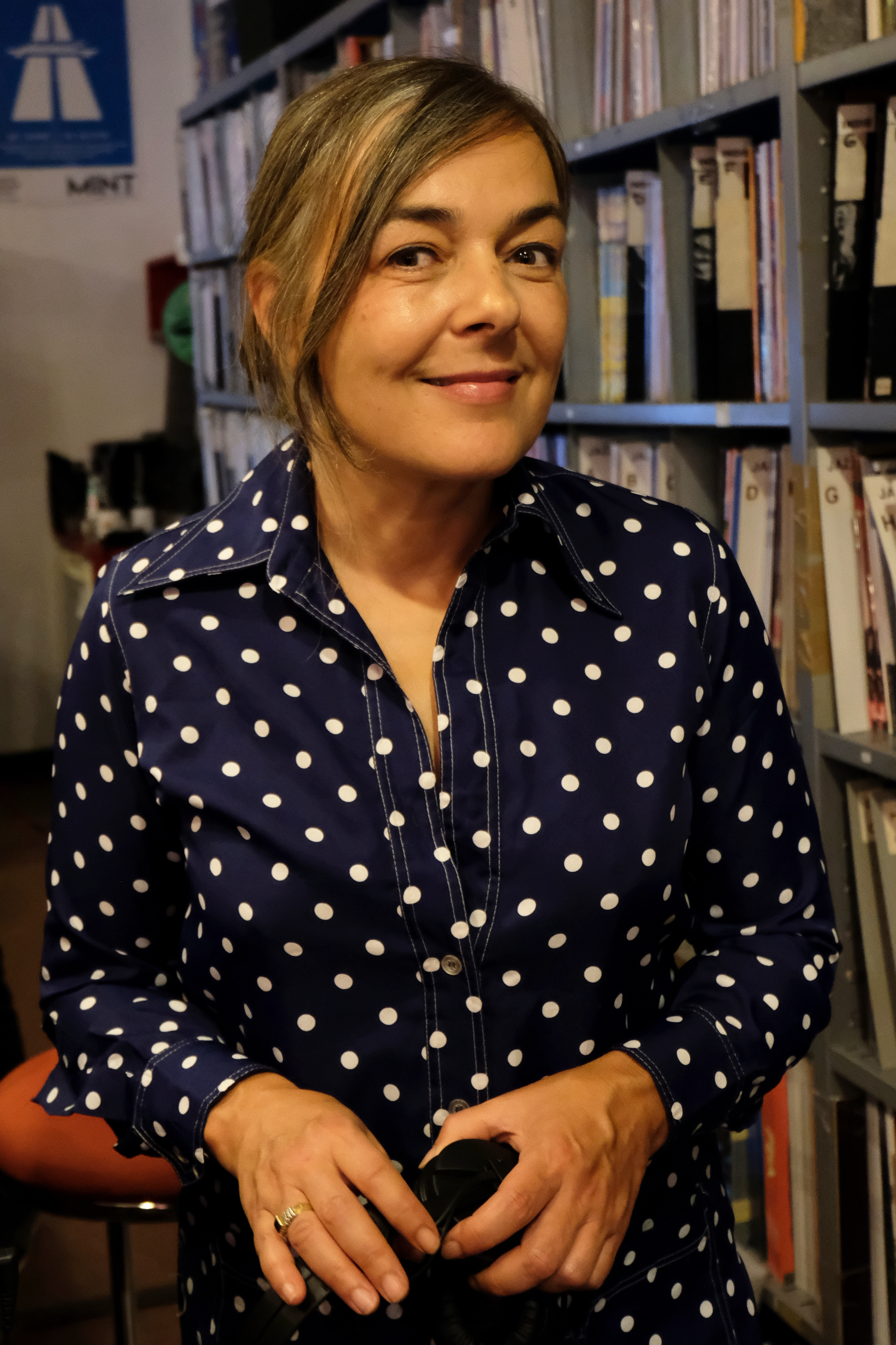
Katja Kullmann (* 1970)

- Kullmann, Leo (1877–1941), deutscher Jurist und Politiker
- Kullmann, Leonie (* 1999), deutsche Schwimmerin
- Kullmann, Manfred (* 1938), deutscher Jazzpianist
- Kullmann, Peter (* 1962), deutscher Journalist, Fotograf, Kameramann und Filmemacher
- Kullmann, Pia, deutsche Fußballspielerin
- Kullmann, Samuel (* 1986), Schweizer Politiker
- Kullmann, Thomas (* 1960), deutscher Anglist und Hochschullehrer
- Kullmann, Wolfgang (1927–2022), deutscher Klassischer Philologe
- Kullmer, Arthur (1896–1953), deutscher General der Infanterie im Zweiten Weltkrieg
- Küllmer, Jascha (* 1989), deutscher Hörfunkmoderator
- Küllmer, Karl (1877–1942), Gewerkschaftssekretär, Mitglied des Provinziallandtages der Provinz Hessen-Nassau
- Küllmer, Lisa (* 1993), deutsche Bahnradsportlerin
- Kullmer, Lore (1919–2011), deutsche Wirtschaftswissenschaftlerin
- Kullnick, Uwe (* 1953), deutscher Schriftsteller
- Kullnig, Christoph (* 1979), österreichischer Triathlet
- Kullrich, Friedrich (1859–1934), deutscher Architekt, Stadtplaner und Baubeamter
- Kullrich, Friedrich Wilhelm (1821–1887), deutscher Medailleur und Münzstempelschneider
- Kullrich, Reinhard (1869–1947), deutscher Medailleur
- Kullukcu, Bülent (* 1971), türkisch-deutscher Regisseur, Schauspieler, Musiker und bildender Künstler
- Kullurioti, Anastas (1822–1887), albanischer Didaktiker, Publizist, Journalist und politischer Aktivist
- Kully, Max (1878–1936), Schweizer Autor und katholischer Pfarrer in Arlesheim

### Kulm
- Külm, Susan (* 1996), estnische Biathletin
- Kulmala, Markus (* 1993), finnischer Unihockeyspieler
- Kulmala, Mika (* 1989), finnischer Skispringer
- Kulmala, Rasmus (* 1994), ungarisch-finnischer Eishockeyspieler
- Kulman, Alexander (* 1950), österreichischer Politiker (SPÖ), Mitglied des Bundesrates
- Kulman, Detlef (* 1941), deutscher Slawist, Bibliothekar und Ministerialbeamter
- Kulman, Elisabeth (* 1973), österreichische Sängerin (Sopran, Mezzosopran)Elisabeth Kulman (* 1973)

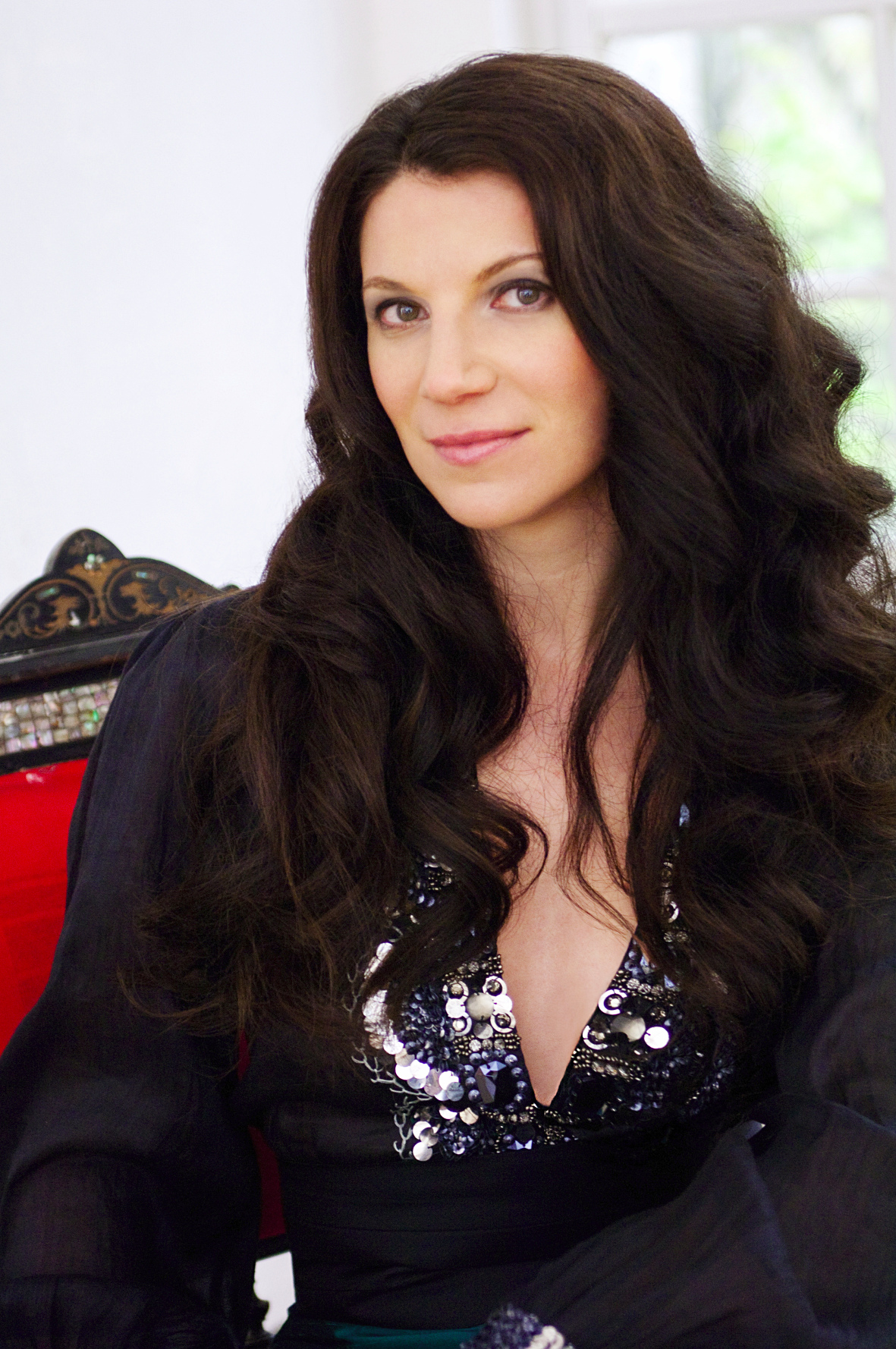
Elisabeth Kulman (* 1973)

- Kulmann, Elisabeth (1808–1825), deutsch-russische Dichterin
- Kulmatow, Kubanytschbek, kirgisischer Politiker
- Kulmer, Franz von (1806–1853), kroatisch-österreichischer Politiker
- Kulmer, Harald (* 1972), österreichischer Fußballspieler
- Kulmer, Hubert (1953–2021), österreichischer Fußballspieler und -trainer
- Kulmiz, Paul von (1836–1895), deutscher Industrieller und Politiker, MdR
- Kulms, Rainer, deutscher Jurist und Hochschullehrer
- Kulmuni, Katri (* 1987), finnische Politikerin und Stellvertretende Ministerpräsidentin
- Kulmus, Johann Adam (1689–1745), deutscher Anatom
- Kulmus, Johann Georg (1680–1731), deutscher Arzt in Danzig

### Kuln
- Kulnew, Jakow Petrowitsch (1763–1812), russischer Kommandant, der auch im Russisch-Schwedischen Krieg eine wesentliche Rolle spielte
- Kulnig, Paul (1931–2018), österreichischer bildender Künstler

### Kulo
- Kulo, Kusti (1887–1973), finnischer Politiker
- Kuloğlu, Akın (1972–2001), türkischer Boxer
- Kulok, Larry, US-amerikanischer Autorennfahrer
- Kulon, Klaudia (* 1992), polnische Schachspielerin
- Kulongoski, Ted (* 1940), US-amerikanischer Jurist und Politiker (Demokratische Partei)
- Kulosa, Egmont (* 1968), deutscher Jurist, Richter am Bundesfinanzhof
- Kulot, Eva (* 1982), deutsche Fußballspielerin
- Kulothunga Chola I. († 1122), indischer Herrscher
- Kulovaná, Eva (* 1987), tschechische Schachmeisterin
- Kulovaná, Lenka (* 1974), tschechische Eiskunstläuferin
- Kulovesi, Yrjö (1887–1943), finnischer Schularzt und Psychoanalytiker
- Kulovits, Enrico (* 1974), österreichischer Fußballspieler und -trainer
- Kulovits, Stefan (* 1983), österreichischer Fußballspieler
- Külow, Edgar (1925–2012), deutscher Kabarettist, Schauspieler, Synchronsprecher und AutorEdgar Külow (1925–2012)

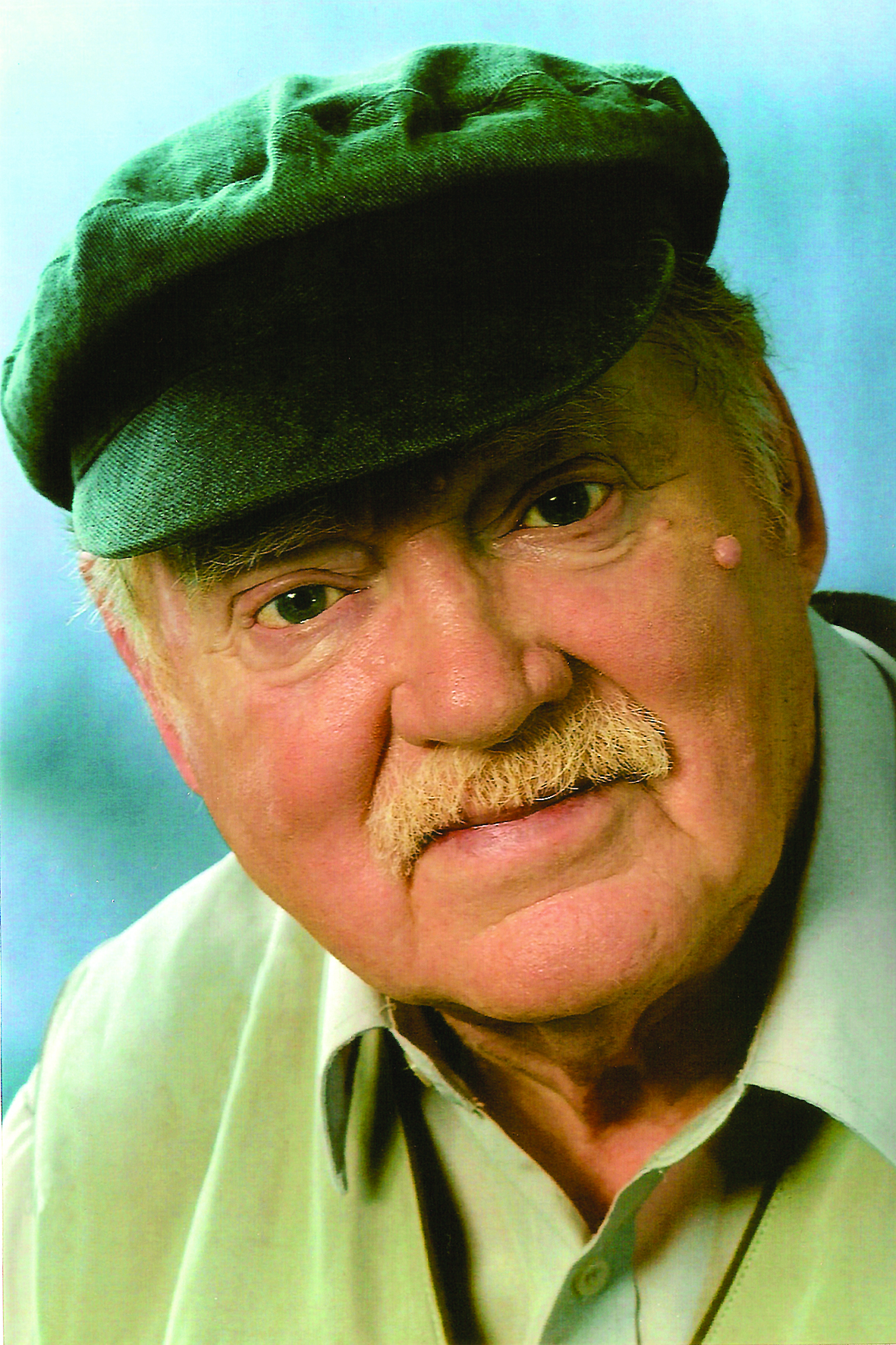
Edgar Külow (1925–2012)

- Kulow, Felix (* 1948), kirgisischer Politiker
- Külow, Volker (* 1960), deutscher Politiker (Die Linke), MdL, inoffizieller Mitarbeiter der DDR-Staatssicherheit

### Kulp
- Külp, Bernhard (1933–2022), deutscher Wirtschaftswissenschaftler und Hochschullehrer
- Külp, Edmund (1800–1862), deutscher Mathematiker, Direktor der Höheren Gewerbschule Darmstadt
- Kulp, Marcus G. (* 1983), deutscher Sänger, Schauspieler und Musicaldarsteller
- Kulp, Monroe Henry (1858–1911), US-amerikanischer Politiker
- Kulp, Nancy (1921–1991), US-amerikanische Schauspielerin
- Külpe, Frances (1862–1936), deutschbaltische Schriftstellerin
- Külpe, Oswald (1862–1915), deutscher Psychologe
- Kulpis, Johann Georg (1652–1698), deutscher Rechtsgelehrter und württembergischer Minister
- Külpmann, Christoph (* 1972), deutscher Jurist, Richter am Bundesverwaltungsgericht
- Külpmann, Julian (* 1989), deutscher Jazz- und Popmusiker (Schlagzeug)
- Kulpok, Alexander (* 1938), deutscher Journalist
- Kulpowicz, Sławomir (1952–2008), polnischer Pianist

### Kuls
- Kuls, Friedrich-Adolf (1897–1939), deutscher SA-Führer und NS-Funktionär
- Kulscher, Ursula (* 1936), deutsche Fotografin und Politikerin (CDU), MdL
- Kulset, Johannes (* 2004), norwegischer Radrennfahrer
- Kulsrud, Russell (* 1928), US-amerikanischer Physiker
- Kulstrunk, Franz (1861–1944), österreichischer Maler

### Kult
- Kultanen, Jarno (* 1973), finnischer Eishockeyspieler und -trainer
- Kulterer, Gernot (* 1940), österreichischer Architekt
- Kulterer, Hubert Fabian (1938–2009), österreichischer Aktionskünstler und Autor
- Kulterer, Wolfgang (* 1953), österreichischer Bankmanager
- Kultermann, Udo (1927–2013), deutsch-amerikanischer Kunsthistoriker und Kurator
- Kulthum ibn Hadam, Bewohner der Stadt Medina
- Kulti, Nicklas (* 1971), schwedischer Tennisspieler
- Kultschy, Aljaksandr (* 1973), belarussischer Fußballspieler
- Kultschyzka, Olena (1877–1967), ukrainische Grafikerin, Malerin und Abgeordnete der Werchowna Rada
- Kultschyzka, Olha-Melanija (1873–1940), ukrainische Kunsthandwerkerin
- Kultschyzkyj, Oleksandr (1895–1980), ukrainischer Psychologe, Soziologe und Philosoph sowie eine soziale und politische Persönlichkeit
- Kultschyzkyj, Serhij (1963–2014), ukrainischer Generalmajor
- Kültür, Gülbahar (* 1965), türkische Autorin
- Kultyschew, Miroslaw Winajewitsch (* 1985), russischer Pianist
- Kultz, Willigard (1931–2010), deutsche Ordensgeistliche, Generaloberin der Dienerinnen der Armen
- Kultzen, Peter (* 1962), deutscher literarischer Übersetzer

### Kulu
- Kulubajew, Dscheenbek (* 1963), kirgisischer Politiker
- Kulüke, Heinz (* 1956), deutscher Ordensgeistlicher
- Kulumbegaschwili, Dea (* 1986), georgische Filmregisseurin und DrehbuchautorinDea Kulumbegaschwili (* 1986)

Dea Kulumbegaschwili (* 1986)

- Kulunčić, Andreja (* 1968), serbische Medienkünstlerin
- Kulundu, Newton (1948–2010), kenianischer Politiker
- Kulungsy, Vilai (* 2000), laotischer Fußballspieler
- Külünk, Metin (* 1960), türkischer Politiker und Parlamentsabgeordneter (AKP)
- Külüq Khan (1281–1311), mongolischer Kaiser der Yuan-Dynastie
- Külüs, Rudolf (1901–1975), deutscher Theaterintendant
- Kulusevski, Dejan (* 2000), schwedischer Fußballspieler
- Kulušić, Ante (* 1986), kroatischer Fußballspieler

### Kulv
- Külvet, Ilmar (1920–2002), estnischer Journalist und Dramatiker
- Kulvianski, Issai (1892–1970), deutscher Maler und Bildhauer

### Kulw
- Kulwicki, Alan (1954–1993), US-amerikanischer NASCAR-Rennfahrer

### Kuly
- Kulyk, Andrij (* 1989), ukrainischer Radrennfahrer
- Kulyk, Iwan (* 1979), ukrainischer Geistlicher und ukrainisch griechisch-katholischer Bischof von Kamjanez-Podilskyj
- Kulyk, Lilija (* 1987), ukrainische Dreispringerin
- Kulyk, Markijan (* 1970), ukrainischer Jurist, Diplomat und Richter am Internationalen Seegerichtshof
- Kulys, Zenonas (* 1947), litauischer Brigadegeneral
- Kulyýew, Awdy (1936–2007), turkmenischer Politiker
- Kulyýewa, Maýa (1920–2018), sowjetisch-turkmenische Opernsängerin (Sopran) und Schauspielerin

### Kulz
- Külz, Eduard (1845–1895), deutscher Physiologe und Hochschullehrer
- Külz, Fritz (1887–1949), deutscher Pharmakologe
- Külz, Helmut R. (1903–1985), deutscher Jurist, Richter
- Külz, Ludwig (1875–1938), deutscher Kolonialarzt, Tropenmediziner und Afrikaforscher
- Külz, Walburga (1921–2002), deutsche Keramikerin
- Külz, Wilhelm (1875–1948), deutscher Politiker (DDP, LDP), MdR, MdVWilhelm Külz (1875–1948)

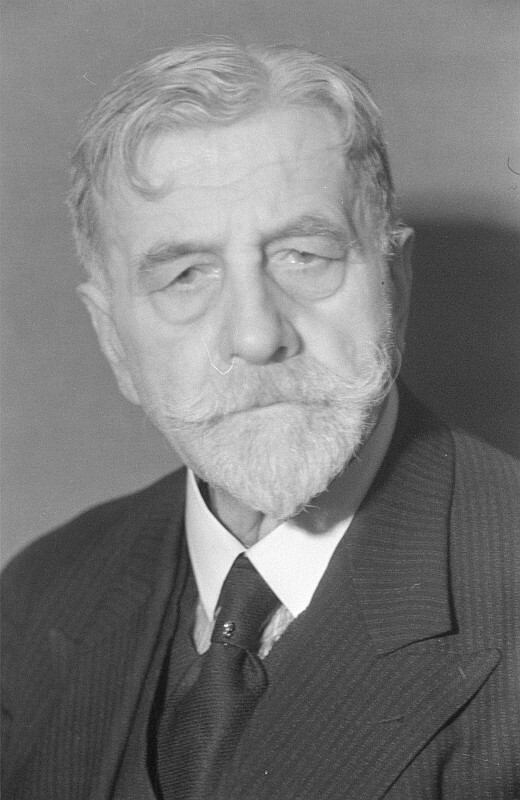
Wilhelm Külz (1875–1948)

- Külzer, Andreas (* 1962), deutscher Byzantinist und Historischer Geograph
- Külzer, Andreas (* 1966), deutscher Schauspieler
- Kulzer, Erwin (1928–2014), deutscher Zoologe
- Kulzer, Simon (* 1998), deutscher Volleyball- und Beachvolleyballspieler